# L'auberge ensorcelée
L'Auberge ensorcelée (La locanda stregata) è un cortometraggio diretto da Georges Méliès (Star Film 122-123) della durata di circa due minuti in bianco e nero.
Il film presenta sia trucchi di tipo teatrale (oggetti che si muovono tirati da fili invisibili), che cinematografico, con l'arresto della ripresa che fa sparire e apparire oggetti.

## Trama
Méliès è un viaggiatore che arriva nella sua stanza della locanda, dove però iniziano ad accadere fatti strani: la valigia, l'ombrello e il cappotto scompaiono, il cappello cammina da solo, la candela sparisce e riappare da un punto all'altro della stanza, poi esplode. Tutti gli oggetti fanno capricci e alla fine anche il letto sparisce, facendolo capitombolare in terra. Nel finale Méliès fugge terrorizzato dalla stanza.